# Manifattura Giustiniani

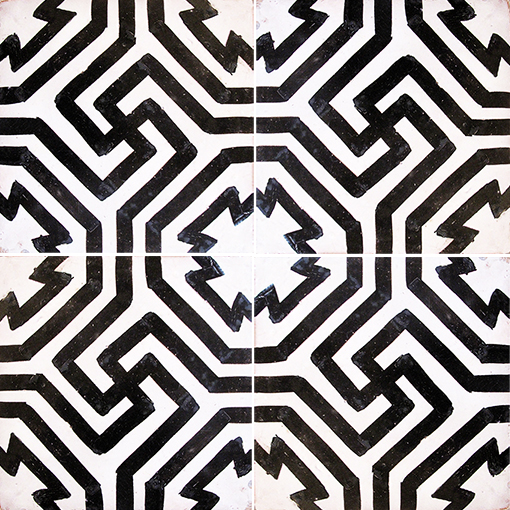
Mattonelle Giustiniani decorante con meandro, tipico decoro dei pavimenti greco-romani.

La Manifattura Giustiniani è stata una delle più note fabbriche di ceramica napoletana la cui attività si attesta tra il XVII e il XIX secolo.

## Storia
La famiglia Giustiniani, originaria di Vietri sul Mare, costituì, prima a Cerreto Sannita poi a Napoli,  una vera e propria dinastia di ceramisti di cui si hanno informazioni a partire dal 1600. Le loro fabbriche erano anche attive nella produzione di forme vascolari e plastiche diffuse nel mondo aristocratico partenopeo. Sono firmati Giustiniani il pavimento maiolicato del Complesso di Sant'Andrea delle Dame (1729) e di quello del Palazzo Saluzzo di Corigliano ultimato nel 1742.

## L'ispirazione
Come molte fabbriche napoletane, la Manifattura Giustiniani trovò la sua fonte massima d'ispirazione nel campionario decorativo greco-romano rinvenibile nella vicina Pompei. A seguito dei primi scavi venivano scoperti motivi geometrici e mosaici da cui le fabbriche napoletane si ispiravano per la produzione del loro campionario. Tali manufatti erano destinati alla creazione di pregiati tappeti pavimentali.
I temi più diffusi furono costituiti da fondi quadrettati che implicavano spesso l'utilizzazione del meandro, elemento simbolico fondamentale nel repertorio figurativo dell’antichità. Molto diffuso nei mosaici, appariva come leitmotiv dei pavimenti geometrici romani.

## Il marchio
Le mattonelle della Manifattura Giustiniani vengono identificate per mezzo del marchio di fabbrica posto nella parte posteriore dei manufatti. Si tratta di un timbro che veniva scalfito nel retro della mattonella, prima della cottura del biscotto.
Nel corso della sua storia la Manifattura Giustinani ha impiegato diversi marchi per mezzo dei quali è oggi possibile identificare in maniera approssimativa il periodo di produzione dei manufatti.